# Vaivre-et-Montoille
Vaivre-et-Montoille är en kommun i departementet Haute-Saône i regionen Bourgogne-Franche-Comté i östra Frankrike. Kommunen ligger i kantonen Vesoul-Ouest som tillhör arrondissementet Vesoul. År 2022 hade Vaivre-et-Montoille 2 436 invånare.

## Befolkningsutveckling
Antalet invånare i kommunen Vaivre-et-Montoille
| Referens: INSEE |